# Újezd u Brna (przystanek kolejowy)
Újezd u Brna – przystanek w Újezdzie u Brna, w kraju południowomorawskim, w Czechach. Znajduje się na wysokości 210 m n.p.m.
Jest zarządzany przez Správę železnic. Na przystanku nie ma możliwości zakupu biletów, a obsługa podróżnych odbywa się w pociągu.

## Linie kolejowe
- 300 Brno - Přerov